# Lady Bossa Nova in Italy
Lady Bossa Nova in Italy è un album della cantante brasiliana Marina Moran, realizzato con la collaborazione di Gianni Ferrio.

## Il disco
Il titolo dell'album deriva da Lady Bossa Nova, la canzone con cui aveva debuttato Marina Moran e che era diventato il suo soprannome (e che è il brano di apertura del disco).
Gli arrangiamenti sono curati dal Maestro Gianni Ferrio; il disco è stato registrato in varie sessioni dal 9 febbraio all'11 aprile 1963.
Oltre alle canzoni cantate dalla Moran, sono presenti anche alcuni brani strumentali (come Alba e Linea del Ecuador, scritte da Gianni Ferrio).
L'album è stato ristampato nel 2010 dalla Cinedelic in vinile (CNJZLP 87) ed in CD (CNJZ 87).

## I musicisti
- Marina Moran: voce solista
- Gianni Ferrio: arrangiamenti e direzione d'orchestra
- Gino Marinacci: flauto
- Lino Cerveglieri: sax tenore
- Mario Verzella: corno
- Biagio Marullo: trombone
- Enzo Grillini: chitarra
- Sergio Conti: batteria
- Berto Pisano: contrabbasso
- Tino Fornai: violino solista
- Giuseppe Starita: percussioni
- Anna Palumbo: arpa elettrica
- Lino Quagliero: tastiere

## Tracce
Lato A
1. Lady bossa nova (testo di Tino Fornai; musica di Gianni Ferrio)
2. Barquinho (testo di Adrian Samuel Sepiurca; musica di Luis Rodriguez, Ronaldo Bôscoli e Roberto Batalha Menescal)
3. Alba (musica di Gianni Ferrio)
4. Non mi dire "adeus" (testo di Tino Fornai; musica di Gianni Ferrio)
5. Linea del Ecuador (musica di Gianni Ferrio)
6. Desafinado (testo di Giorgio Calabrese e Piero Leonardi; musica di Antônio Carlos Jobim e Newton Mendonça)

Lato B
1. Stanotte come ogni notte (testo di Guido Castaldo e Maurizio Jurgens; musica di Gianni Ferrio)
2. Poche parole (testo di Tino Fornai; musica di Gianni Ferrio)
3. Ilha de coral (testo e musica di Luiz Bonfá)
4. Un desiderio per l'estate (testo di Tino Fornai; musica di Gianni Ferrio)
5. Ao cair do sol (testo e musica di Luiz Bonfá)
6. Samba do bom  (testo e musica di Sidney Morais)